# 크리스 벤와의 살인 및 자살 사건

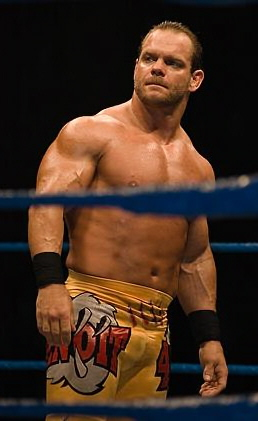
크리스 벤와

크리스 벤와 살인 사건은 2007년 6월 22일 (추정)부터 6월 24일까지 3일 동안 벌어진, WWE의 프로 레슬러 크리스 벤와가 자신의 아내인 낸시 벤와와 아들을 목 졸라 살해하고 그 뒤 자신 또한 목을 매 자살한 사건이다. 부검 결과 벤와는 우선 그의 아내를 살해하였다고 밝혀졌다. 페이에트 카운티의 변호사 스콧 밸러드는 기자 회견장에서 "그녀는 발과 손목이 묶여 있었고, 금요일 쯤에 질식사하였다."고 하였다. 그녀는 수건을 싸고 있었고, 그녀의 머리 밑에서 피를 흘린 흔적이 발견되었지만, 밸러드는 현장에 몸싸움을 벌인 흔적이 없다고 말하였다. 질식사로 사망한 벤와의 아들 또한 벤와가 자살하기 몇 시간 전인 토요일 아침에 침대 위에 누운 채로 살해된 것처럼 보인다고 하였다. 벤와는 어떠한 유서도 남기지 않았지만, 그의 아내와 아들의 시체 근처에서 그의 역기 위에 있는 것과 같은 성경 조각이 발견되었다. 벤와가 자살한 이후로, 그기 그런 행동을 한 원인으로 뇌진탕, 스테로이드 남용, 그의 아내와의 결혼 생활 실패 등을 포함한 많은 이유들이 제기되었다. 이 사건은 프로레슬링의 스테로이드 남용에 대한 많은 언론 매체와 연방 정부의 조사로 이어졌다.

## 이벤트

### 낸시 베누아
2007년 6월 22일, 브누아의 아내 낸시가 조지아주 파예트빌에 있는 가족의 집의 여분 방에서 발견되었다. 조사관들은 낸시의 팔이 동축 케이블로 묶였고, 발은 강화테이프로 감겨 있었다는 사실을 밝혀냈다. 쓰레기통 안에서 양말과 테이프 한 뭉치가 피에 젖어 있는 채로 발견되었다. 낸시의 시신 앞에서는 담요에 싸인 성경이 발견되었다. 부상으로 미루어 보아, 브누아가 아내의 목에 두른 끈을 잡아당기던 중 무릎으로 등을 눌러 목이 졸린 것으로 보였지만, 즉각적으로 몸싸움을 벌인 흔적은 없었다.
독성학자들은 낸시의 체내에 알코올이 있다는 사실을 조사했지만, 이 알코올이 사망 전부터 존재했는지 아니면 분해 과정에서 생긴 것인지는 확인할 수 없었다. 또한 그녀의 몸에서 발견된 히드로코돈과 알프라졸람의 사망 전 수치를 추정하는 것도 분해로 인해 어려웠다. 모든 증거에 따르면 검시관은 낸시가 그녀의 아들과 함께 살해당했을 당시만큼 진정 상태에 있었다는 증거를 발견하지 못했다.

### 다니엘 브누아
다니엘 크리스토퍼 브누아는 크리스의 셋째 아이였으며, 데이비드와 메건이라는 이복형제가 있었는데, 이들은 크리스의 이전 관계에서 태어난 사람들이었다. 데이비드와 메건은 이 사건 당시 캐나다에 거주하고 있었다. 낸시는 이전 관계에서 다른 자녀를 두지 않았기 때문에 다니엘은 그녀의 유일한 자식이었다.
다니엘은 무릎에 성경을 올려놓은 채로 질식사했다. 그는 목 부위에 내부 손상을 입었고 피부에는 멍이 들지 않았다. 최초 보고에 따르면 다니엘은 살해당했을 당시 자낙스로 진정제를 투여받았으며 의식을 잃은 상태였을 가능성이 높다. 그의 몸도 막 부패의 징후를 보이기 시작했지만 어머니의 몸만큼은 진행되지 않았다.
다니엘은 연약-X 증후군이라는 희귀 장애를 가지고 태어났다. 이것이 브누아 가족의 가정 문제에 핵심적인 역할을 했을 수도 있다. 또한 다니엘의 팔에 생긴 발자국은 성장 호르몬 주사로 인한 것임이 밝혀졌다. 브누아와 그의 가족은 그의 상태를 보고 그를 키가 작다고 생각했다. 브누아의 친구이자 또 다른 레슬러인 크리스 제리코는 다니엘의 상태에 대해 언급했지만, 크리스는 그 생각을 일축했다.
지방 검사인 스콧 발라드는 나중에 다니엘의 진료 기록을 접한 출처에서 기존의 정신적 또는 신체적 질환에 대한 언급을 찾지 못했다는 성명을 발표했다. 마찬가지로 다니엘의 선생님들은 그가 다른 학생들과 동등한 수준이며, 이전에 생각했던 것처럼 좌절되지 않을 것이라고 보고했다.

### 살인 사건 이후
2007년 6월 23일 동부 표준시 오후 3시 30분경, 브누아의 친구이자 또 다른 레슬러인 차보 게레로는 브누아로부터 음성 메일을 받았는데, 텍사스주 보몬트에서 열리는 하우스 쇼에 늦을 것이라는 내용이었다. 게레로가 브누아에게 전화했을 때, 브누아는 멍하고 불안한 듯한 목소리를 냈다. 게레로는 12분 후 다시 베누아에게 전화를 걸었지만, 응답이 없었다. 결국 브누아는 게레로에게 다시 전화해서 공항에 전화해서 항공편을 변경하겠다고 말했다. 브누아는 오늘 하루가 스트레스가 많은 날이라고 말했고, 게레로는 브누아를 최선을 다해 지원할 것이라고 말했다. 브누아는 하우스 쇼에 나타나지 않았고 게레로에게 음성 메시지를 남겼다. 그는 다음날 아침까지 휴스턴에 도착하겠다고 말했다.
2007년 6월 24일, 브누아는 게레로에게 문자 메시지를 보냈는데, 가족의 개들이 울타리로 둘러싸인 수영장에 있으며 차고 옆문이 열려 있다는 내용이 담겨 있었다. 게레로와 세계 레슬링 엔터테인먼트 심판 스콧 암스트롱이 이 문자 메시지를 받은 사람들이었다. 게레로는 문자 메시지를 보고 깨어났고, 몇 시간 후 휴스턴 공항에서 베누아를 데리러 오면 문자 메시지에 대해 물어보려고 다시 잠이 들었다. 브누아는 오전 8시에 도착하는 항공편을 타고 휴스턴 공항에 나타나지 않았다.
그날 아침 늦게, 브누아는 리그 인재 사무실에 전화해서 몸이 별로 좋지 않고 가족 문제로 어려움을 겪고 있다고 말했다. 그는 또한 유료 시청 이벤트에 참여할 예정인 휴스턴으로 나중에 비행기를 탈 것이라고 말했지만 성사되지 않았다.

### 크리스 베누아의 자살
브누아는 생애 마지막 순간, 랫풀다운 머신의 끈 끝을 올가미 형태로 만들어 그 머신을 교수대로 개조했다. 그는 추를 떨어뜨리기 전에 끈 사이에 목을 노출시켜 목이 졸렸고, 브누아는 몇 초 만에 사망했다.

### 베누아의 가족 발견
2007년 6월 25일, 베누아가 죽은 다음 날, 세계 레슬링 엔터테인먼트의 레슬러와 임원들이 다음 행사를 준비하기 위해 텍사스 주 코퍼스 크리스티에 도착했다. 이 사건이 전개되기 전, 임원진은 오랫동안 베누아로부터 소식을 듣지 못하면서 걱정이 커졌다. 게레로는 리그의 인재 관계 담당 부사장인 존 로리나이티스에게 자신과 암스트롱이 베누아의 휴대전화로 받은 문자 메시지를 제시했다. 시간이 흘렀지만 브누아의 흔적은 여전히 보이지 않았다. 리그 임원들은 페이엣빌 경찰서에 전화를 걸어 베누아의 집에서 복지 점검을 실시했다. 경찰은 브누아의 집에서 발견한 시체에 대해 월드 레슬링 엔터테인먼트 임원들에게 알렸다.
처음에는 자살 유서가 발견되지 않았지만 나중에 브누아가 첫 번째 아내 마르티나와 캐나다에 있는 두 아이에게 보낸 소지품 중 하나였던 성경에서 유서가 발견되었다. 브누아의 죽음은 자살로 선언되었고, 그의 아내와 아들의 죽음은 살인으로 간주되었다.

### 여파
월드 레슬링 엔터테인먼트의 최고 경영자이자 수석 프로모터인 빈스 맥마흔은 브누아의 죽음에 대한 논의를 위해 리그의 레슬러들과의 회의를 주선했다. 브누아의 레슬링 경력을 다룬 특별 다큐멘터리가 월요일 밤 3시간 행사를 대체했다.
독성학 보고서에 따르면 낸시의 체내에는 히드로모르폰, 히드로코돈, 자낙스가 혼합된 약물이 검출되었으며, 그녀의 혈중 알코올 농도는 .184였다. 익명을 요구한 검시관은 혈액 검사 결과가 알코올 섭취로 인한 것인지, 아니면 사후 검시 과정으로 인한 것인지 말할 수 없다고 밝혔다. 낸시가 살해당하기 전에 남편에게 진정제를 맞았다는 사실도 배제되었다.
다니엘의 경우, 그의 시스템에서 자낙스가 발견되었다. 지방 검사는 이 약이 일반적인 상황에서 어린이에게 투여될 약이 아니라고 말했다. 다니엘은 살해당하기 전에 진정제를 맞았을 것으로 여겨졌고, 감정가는 다니엘이 과용으로 사망한 게 아니라고 판단했다.
크리스 베누아의 경우, 그의 체내에는 치료적 사용에 해당한다고 조사관들은 추정하는 수준의 자낙스와 하이드로코돈이 검출되었다고 밝혔다. 그의 소변에서 합성 동화 스테로이드인 테스토스테론 시피오네이트 수치가 증가한 것이 발견됐지만, 조사관들은 검출된 수치로 봐서 최근에 복용한 것으로 추정했다. 그의 소변에서 테스토스테론 시피오네이트가 발견되었지만, 추측과 달리 감마 하이드록시부티레이트의 증거는 발견되지 않았다. 브누아의 체내에는 알코올이 전혀 없었고, 알코올이 그의 체내에서 어떤 약물과도 결합하지 않았다.
브누아의 집에서 스테로이드를 투여하는 약병이 발견되었는데, 이는 브누아가 예상치 못한 행동을 취해 자신과 아내, 아들이 연루된 살인-자살에 영향을 미쳤을 것으로 의심된다. 과도한 스테로이드 사용은 통제할 수 없는 분노와 편집증으로 이어질 수 있는데, 이는 노화 방지와 성능 향상이라는 이점이 있음에도 불구하고 단점이 된다. 뉴욕시 검찰은 베누아가 웹사이트를 통해 스테로이드, 성장호르몬 및 기타 성능 향상 약물을 구매했다고 판단했다.
최종 검사에서 브누아는 만성 외상성 뇌병증 양성 반응을 보였다. 이는 머리에 반복적인 타격을 받아 발생하는 흔한 두부 외상이다.

## 위키백과와 관련된 논란
경찰이 크리스 벤와의 그의 가족의 시체가 발견되기 14시간 전 영어 위키백과의 크리스 벤와 문서에 낸시 벤와의 죽음에 관한 내용이 추가되었음을 확인했다. 이 추가 내용은 처음에는 위키뉴스에, 그 뒤에는 폭스 뉴스 채널에 보도되었다. 그 내용은 다음과 같다.
| “ | "크리스 벤와는 낸시의 죽음에서 기인한 개인적인 문제 때문에 벤전스에서 열린 ECW 월드 헤비웨이트 챔피언십에 참가할 수 없게 되자 쟈니 나이트로가 대신 참가하였다." | ” |

EDT 기준으로 6월 25일 오전 12:01에 "낸시의 죽음에서 기인한"이라는 문구가 추가되었고, 14시간 29분 뒤인 EDT 기준으로 오후 2:30에 페이에트 카운티의 경찰이 벤와의 시체를 발견하였다고 보고하였다. 편집자의 IP 주소는 WWE의 본부가 위치하기도 한 코네티컷주의 스탬퍼드로 추적되었다. 벤와의 죽음에 대한 빠른 뉴스가 주요 뉴스에 오르자, 그 비등록 사용자는 위키뉴스에 접속하여 "단지 놀라운 우연의 일치일 뿐"라고 해명하였다.
경찰은 "게시물에 대한 책임을 가진 그 편집자의 컴퓨터 장비"와 그들의 수사에 믿을 수 없는 "방해 요소"가 된 게시물을 수사하였으나, 예상과 달리 그 편집자가 사건과 관련이 없자 기소를 중단하였다. 그 편집자는 온라인에서 레슬링 뉴스에서 보도된 "벤와 가족의 비상 사태"에 대한 그의 이론을 뒷받침하는 몇몇 루머를 발견하였고, 의심스러운 편집을 한 그 편집자의 IP 주소는 스테이시 키블러, 론 아테스트, 노거턱 문서에도 문서 훼손을 행한 것으로 추적되었다.